# Project Zero 2: Wii Edition
Project Zero 2: Wii Edition, conocido en Japón como Zero ~Shinku no Chou~ (零～眞紅の蝶～?), es un videojuego de survival horror de 2012 desarrollado por Tecmo Koei Games y publicado por Nintendo para la consola Wii. El juego es una nueva versión de Project Zero II: Crimson Butterfly (2003), y sigue a las hermanas Mio y Mayu Amakura, quienes quedan atrapadas en una aldea llena de fantasmas, maldita por un ritual fallido. La jugabilidad sigue a Mio mientras explora la aldea en busca de Mayu, enfrentándose a fantasmas hostiles usando la Cámara Oscura, un elemento recurrente de la serie Project Zero. El juego incluye nuevos finales y un minijuego en primera persona sobre raíles.
El director original Makoto Shibata y el productor Keisuke Kikuchi retomaron sus roles, incorporando conceptos no utilizados de Project Zero 4: Mask of the Lunar Eclipse (2008). La jugabilidad fue renovada basándose en Mask of the Lunar Eclipse, y tanto los personajes como los entornos fueron rediseñados. La cantautora Tsuki Amano regresó para aportar un nuevo tema principal. Aunque fue lanzado en Japón y regiones PAL, no se lanzó en América del Norte. Los periodistas elogiaron en general las modificaciones en la jugabilidad con respecto al original, pero criticaron el esquema de controles y el doblaje al inglés.

## Jugabilidad
Project Zero 2: Wii Edition es un videojuego survival horror en el que el jugador controla a Mio Amakura mientras busca a su hermana gemela Mayu en la embrujada Villa Minakami. El juego es una nueva versión de Project Zero II: Crimson Butterfly (2003). La jugabilidad básica se mantiene del original. Mio explora la Villa Minakami, resolviendo acertijos y enfrentándose a fantasmas hostiles para avanzar en el juego. Puede recoger objetos clave para el progreso y recursos como objetos curativos y tipos de película, estos últimos sirven como munición para el arma recurrente de la serie Project Zero: la Cámara Oscura. Cuando aparecen fantasmas, el juego cambia a una perspectiva en primera persona, donde Mio debe tomarles fotos para dañarlos. Se inflige más daño cuando el fantasma es fotografiado a corta distancia, en medio de un ataque, o cuando varios fantasmas aparecen en la misma toma. La Cámara Oscura puede mejorarse usando lentes que se encuentran durante el juego, así como puntos obtenidos tanto al derrotar fantasmas hostiles como al tomar fotos de fantasmas no hostiles que aparecen brevemente.

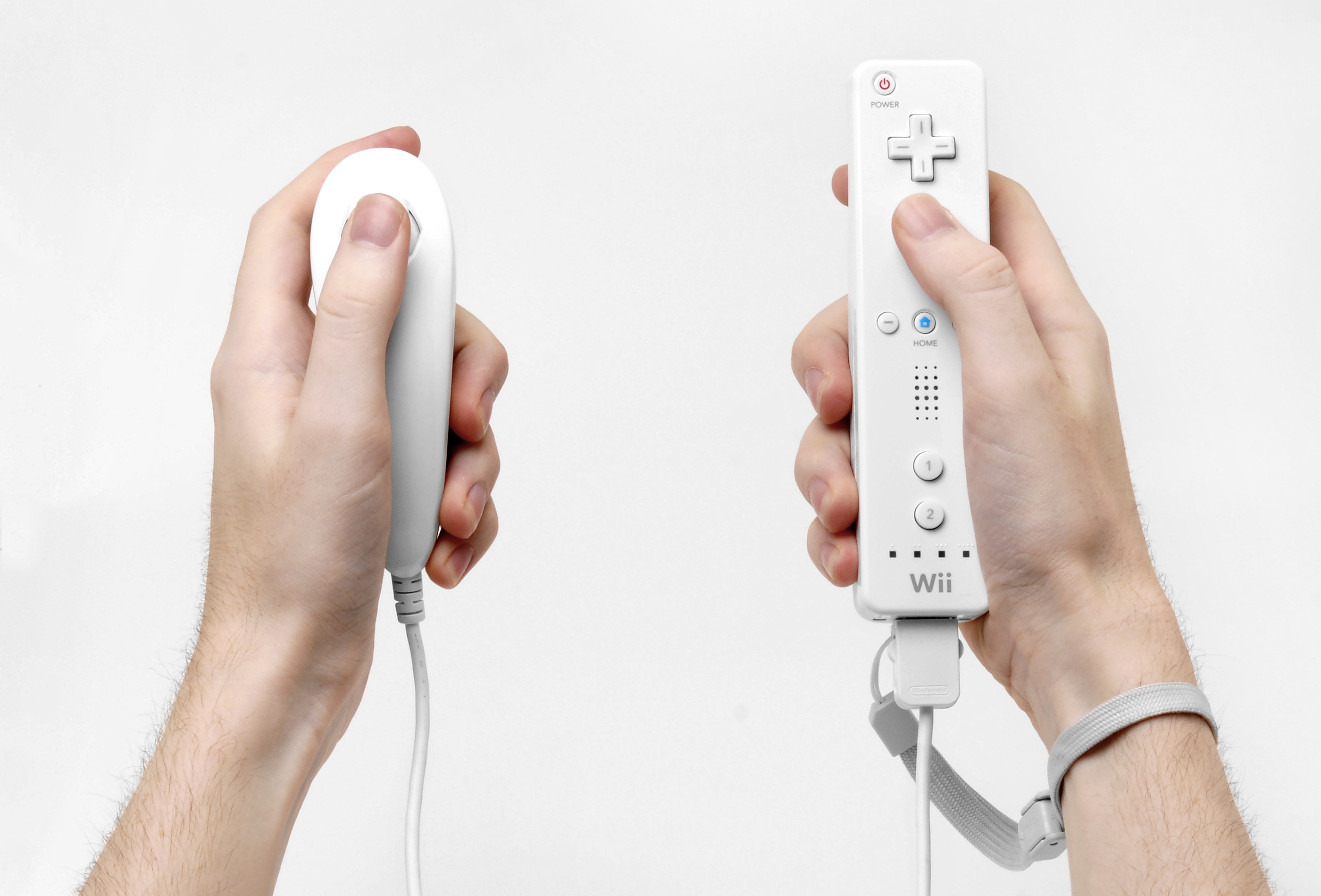
Wii Remote junto al Nunchuk, controles ideales para disfrutar la máxima experiencia que ofrece el videojuego.

A diferencia de la cámara fija con perspectiva cenital del original, Project Zero 2: Wii Edition utiliza una cámara por encima del hombro similar a la de Resident Evil 4. Los controles están adaptados al Wii Remote y al Nunchuck, incorporando elementos de control por movimiento para manejar la Cámara Oscura y apuntar con una linterna en las primeras partes del juego. Un elemento heredado de la cuarta entrega de la serie, Mask of the Lunar Eclipse, es la necesidad de mantener presionado el botón de acción para interactuar con objetos o recoger ítems. Una mano fantasmal puede aparecer aleatoriamente y atacar mientras se mantiene presionado el botón, lo que obliga a Mio a liberarse si es atrapada. Un nuevo modo de juego es la “Casa Embrujada” (Haunted House), una experiencia en primera persona "sobre raíles", con niveles que se desbloquean al avanzar en la historia y que se acceden a través del espíritu amistoso Kureha. Durante estas fases, los jugadores deben tomar fotos de fantasmas, recolectar muñecas mientras son perseguidos por un espíritu que se congela cuando lo miran, o mantener el Nunchuck inmóvil cuando aparece un fantasma repentinamente.

## Sinopsis
Las gemelas Mio y Mayu Amakura visitan un bosque que pronto será inundado por un proyecto de represa; cuando jugaban allí de niñas, Mayu se cayó y se lesionó la pierna de forma permanente al intentar seguir a una Mio que corría, lo que dejó su relación marcada por la tensión. Una mariposa carmesí guía a las gemelas hacia la aldea Minakami, un lugar del que se dice que atrapa a sus visitantes. Allí son atacadas por fantasmas, incluida el espíritu de Sae Kurosawa, quien comienza a influir sobre Mayu. Años antes, Sae y su hermana gemela Yae debían ser sacrificadas para apaciguar un poder que yace bajo la aldea, conocido como el "Abismo Infernal"; el ritual consistía en que una gemela estrangulara a la otra, fusionando sus almas en una mariposa carmesí. Yae escapó de la aldea, y al ser sacrificada Sae sola, el Abismo Infernal consumió la aldea y Sae regresó como un espíritu vengativo poderoso. Ahora, Sae busca recrear el ritual utilizando a Mio y Mayu.
El juego tiene seis finales, cuatro de ellos heredados del juego original y su versión para Xbox, y dos nuevos que se activan al ver escenas cinemáticas relacionadas con el pasado de las gemelas. Otras condiciones para desbloquearlos incluyen jugar en diferentes niveles de dificultad o completar la batalla final dentro de un límite de tiempo. En los cuatro finales originales, Mio puede abandonar a Mayu y escapar sola, matar a Mayu en un estado de trance, completar el ritual, expulsar a Sae de Mayu a costa de quedar ciega por el Abismo Infernal, o llevar el espíritu de Yae con Sae para que completen el ritual y así salvar a Mayu. En los dos nuevos finales, Mio acepta morir en la aldea con Mayu para que puedan estar juntas para siempre, o es asesinada por una Mayu enloquecida tras haber expulsado a Sae y negarse a completar el ritual.

## Desarrollo y lanzamiento
La versión original de Crimson Butterfly, la segunda entrega de la serie Project Zero, fue lanzada para PlayStation 2 en 2003, y adaptada al año siguiente a Xbox con contenido adicional de historia y jugabilidad. Tras completar Project Zero 4: Mask of the Lunar Eclipse (2008) para Wii —que presentó amplios cambios en la jugabilidad y el diseño en comparación con títulos anteriores de Project Zero—, los creadores de la serie, Makoto Shibata y Keisuke Kikuchi, decidieron re-versionar uno de los juegos anteriores al estilo de Mask of the Lunar Eclipse. El equipo también tenía varias ideas sobrantes que no se implementaron en Mask of the Lunar Eclipse, lo que les permitió ampliar y mejorar sus nuevos sistemas mediante la nueva versión. La producción comenzó en 2010, una vez que el equipo de Tecmo Koei Games estableció sus objetivos de desarrollo. Shibata y Kikuchi regresaron como director principal y productor, respectivamente. Toru Osawa y Toshiharu Izuno de Nintendo participaron como codirector y coproductor, además de coprogramadores. Shibata ya había trabajado anteriormente con Osawa e Izuno en Mask of the Lunar Eclipse. El equipo perfeccionó y amplió el "Sistema de Toque", en el que los jugadores deben mantener presionado un botón para recoger objetos, con el fin de hacer la experiencia más inquietante. Debido al cambio en el ángulo de cámara, el entorno necesitó ser rediseñado por completo. El minijuego Casa Embrujada (Haunted House) —una novedad en la serie— fue incluido por sugerencia de Shibata, pasando de ser un modo con conexiones narrativas a un modo extra independiente. Los planes iniciales para permitir a los jugadores crear mapas con sustos predeterminados fueron descartados en favor de eventos aleatorios dentro de áreas preestablecidas.
El diseño artístico fue replanteado para la nueva versión, y los personajes principales Mio y Mayu fueron rediseñados para parecer mayores y menos “tiernas”, bajo la dirección de Kikuchi. Los rediseños debían tener en cuenta el nuevo ángulo de cámara, ya que Mio no sería vista mucho desde el frente fuera de las escenas cinemáticas. El equipo también incluyó un nuevo personaje fantasma llamado Kureha, que originalmente iba a tener un papel en los minijuegos. La nueva música fue compuesta por Riichiro Kuwabara. Tsuki Amano, quien creó el tema de cierre original "Chou" de Crimson Butterfly, regresó para componer un nuevo tema final titulado "Kurenai". Amano no se sorprendió cuando Shibata se puso en contacto con ella, ya que conocía con antelación el desarrollo de la nueva versión y disfrutaba trabajar en la serie. Tuvo algunas dificultades para crear un nuevo tema, reutilizando el motivo principal de "Chou". Describió la canción como una “hermanita” del tema de la versión original.
Kikuchi pidió que se incluyera un nuevo final feliz. Shibata no logró idear escenarios adecuados, por lo que Kikuchi cambió su solicitud a un final trágico. Los conceptos de Shibata se dividieron entre los dos nuevos finales, titulados “Festival de las Sombras” (Shadow Festival) y “Mariposa Helada” (Frozen Butterfly). El final “Festival de las Sombras” era el más feliz de los dos, ya que Mio y Mayu estaban juntas a pesar de morir en el pueblo. El final “Mariposa Helada”, donde Mayu enloquece y mata a Mio, fue concebido como el peor final posible. El título “Mariposa Helada” hace referencia a un motivo recurrente en los haikus tradicionales. Las escenas cinemáticas CGI fueron creadas por Shirogumi.
El juego fue anunciado en 2010 bajo el título Zero New Project. Se lanzó en la región el 28 de junio de 2012. El juego fue localizado para las regiones PAL por Nintendo of Europe, con los personajes siendo doblados por actores británicos. Se lanzó en Australia y Nueva Zelanda el 28 de junio, y en Europa el 29 de junio. La versión europea se lanzó junto con Spirit Camera, un spin-off para Nintendo 3DS. Fue publicado en todas las regiones por Nintendo. El juego no fue lanzado en América del Norte, lo que motivó intentos de presión por parte de los fanáticos inspirados en la campaña Operation Rainfall.

## Recepción
Durante su semana de estreno en Japón, Project Zero 2: Wii Edition vendió poco más de 28 000 unidades, alcanzando el séptimo lugar en las listas de ventas de videojuegos. El juego vendió más de 46 700 unidades en total, convirtiéndose en el 215.º juego más vendido en Japón durante 2012. El título recibió una recepción generalmente positiva, con el sitio de recopilación de reseñas Metacritic otorgándole una puntuación de 77 sobre 100, basada en 32 críticas.
La revista japonesa de videojuegos Famitsu elogió en general la atmósfera y la jugabilidad del juego. Johnny Minkley de Eurogamer describió el título como un bienvenido regreso a un estilo más clásico de survival horror, en contraste con Dead Space y las entregas más recientes de Resident Evil. Maes Hughes de IGN fue muy positivo respecto a los cambios en la jugabilidad y las mejoras gráficas, destacándolo como una de las pocas re-versiones para Wii que realmente valían más la pena que el título original. Tom Sykes de Computer and Video Games alabó las nuevas incorporaciones y la continuidad del elemento de terror, aunque expresó su descontento por la falta de elementos adicionales de jugabilidad. GameSpot, por su parte, aunque señaló su estructura lineal y la ausencia de acertijos complejos, elogió el uso de la atmósfera, el ritmo y el sistema de combate.
Mike Mason de Nintendo Life elogió la atmósfera y las mejoras en la jugabilidad, pero criticó los controles y una excesiva dependencia de las cinemáticas, que a su parecer arruinaban el elemento de terror construido a través de la exploración. Andrew Brown de Nintendo World Report describió la nueva versión como “una experiencia increíblemente divertida y espeluznante” a pesar de los problemas que encontró con los controles, y además alabó su traducción, considerándola superior a la del original. Chris Scullion, escribiendo para la Revista Oficial de Nintendo, elogió especialmente el diseño de entornos, la atmósfera y los sustos. Reagan Morris de NZGamer opinó que los jugadores disfrutarían mucho de la jugabilidad y la atmósfera de l nueva versión si lograban acostumbrarse a los controles.
El cambio en la perspectiva de la cámara fue generalmente elogiado por mejorar los sustos y la atmósfera del juego, aunque algunos señalaron problemas con la visibilidad y el movimiento. Algunos críticos destacaron la buena adaptación de las mecánicas de la saga a los controles de Wii, pero muchos consideraron que eran difíciles de dominar o incómodos de usar. El minijuego Casa Embrujada (Haunted House) fue visto en general como una adición poco interesante. Cuando se mencionaron, los elementos argumentales añadidos fueron bien recibidos, mientras que el doblaje en inglés fue criticado por ser deficiente o fuera de lugar.

## Citas
- 零～眞紅の蝶～攻略＆設定資料集 くれなゐの杜 [Guía y libro de datos de Zero ～Deep Crimson Butterfly～: El bosque de Kurenai] (en japonés). Tecmo Koei Games. 28 de septiembre de 2012. ISBN 978-4-7758-0852-8.
- «Iwata Asks: Project Zero 2 Wii Edition». Nintendo. 4 de abril de 2012. Archivado desde el original el 5 de mayo de 2013. Consultado el 13 de noviembre de 2022.